# Екатеринославская духовная семинария
Екатеринославская духовная семинария — среднее духовное учебное заведение Екатеринославской епархии Русской православной церкви, готовившая священно- и церковнослужителей. Существовала в 1804 — ок. 1918 годы.

## История
С конца 1786 года, после переименования Славянской и Херсонесо-Таврической епархии в Екатеринославскую и Херсонесо-Таврическую, Полтавская славянская семинария официально стала называться Екатеринославской, но по-прежнему оставалась в Полтаве. В 1798 году семинарию перевели в Новомиргород Херсонской губернии, а 1803 году — в Екатеринослав.
10 ноября 1804 года по распоряжению екатеринославского губернатора барона фон Берга покинутый дом статского советника Петра Штерича был передан для размещения екатеринославской Духовной семинарии. Дом оказался пригоден только для учебных классов. Места для служб, квартир преподавателей и ученического общежития в нём не нашлось. Избранный в том же году губернским предводителем дворянства П.И. Штерич вскоре после размещения Семинарии прислал требование о немедленном освобождении дома, так как для исполнения должности ему было необходимо обосноваться в Екатеринославе.
В 1820 году помещик Жмелев, которому тогда принадлежала усадьба, изъявил желание продать её. Архиепископ Иов Потёмкин принял решение приобрести её для всё так же нуждающейся в помещениях Семинарии. Сохранилось мнение инспектора Семинарии Макария, который указывал на неприспособленность дома Жмелева. Дом находился далеко от города и был практически недоступен зимой, невелик, очень запущен и нуждался в ежегодных серьёзных ремонтах, а на 9 000 руб., которые за него просят, Макарий предлагал построить новый дом на собственной земле Семинарии. Несмотря на все эти возражения, в марте 1823 году была заключена купчая крепость.
в 1830-е годы. Семинария уже занимает в этом районе гигантскую территорию — по соврем. ул. Дзержинского её владения тянулись от дома № 29 до границы парка им. Т. Шевченко. Здесь хаотично располагалось более десятка небольших деревянных домиков, в которых размещались квартиры преподавателей, ученические общежития, больница, службы. В 1840-х годы Семинария продала всё своё владение губернскому предводителю дворянства Петру Ананьевичу Струкову.
В 1871 году по проекту архитектора К. Е. Лазарева в Екатеринославе (по левой стороне Екатерининского проспекта, № 11 (теперь пр. К. Маркса, № 35) между Семинарской улицей (ныне ул. Клары Цеткин) и Гоголевской (ранее Волосская ул.) начали строить новое здание духовной семинарии. Позднее, рядом с главным корпусом семинарии (во дворе) было построено общежитие для семинаристов.
В главном здании семинарии располагалась домовая Архистратиго-Михайловская церковь, а по Семинарской улице № 1 была построена семинарская больница (в советское время в здании больницы действовал Детский туберкулёзный санаторий, а в настоящее время здание принадлежит частному лицу).
В годы Второй мировой войны здания семинарии были сожжены немецкими войсками, но в позднее восстановлены. В настоящее время в них располагается Днепропетровский национальный университет имени Олеся Гончара.

## Ректоры
- 20 августа 1823—1832 - Иаков (Вечерков)
- апрель 1832 — ? - Анастасий (Лавров)[2]
- 16 марта 1836 — сер. 1840-х - Иона (Капустин)
- 5 декабря 1841 — 10 мая 1844 - Симеон (Авдуловский)[3]
- 20 октября 1848—1850 - Никандр (Покровский)
- 1852 — 17 июня 1855 - Даниил (Мусатов)
- 15 декабря 1855—1859 - Павел (Доброхотов)
- 16 мая 1859—1867 - Антоний (Николаевский)
- 6 марта 1867—1883 - Далмат (Долгополов)
- 1892 - Виктор (Преображенский)[4]
- 1894—1896 - Знаменский, Михаил Ксенофонтович
- 1896—1898 - Иона (Вуколов)
- 1898—1902 - Агапит (Вишневский)
- 1902—1904 - Иоанникий (Дьячков)
- 7 марта 1906 — 29 января 1914 - Андрей Одинцов
- 1914—1915 - Варлаам (Новгородский)
- февраль 1915 — 18 ноября 1917 - протоиерей Иосиф Кречетович

## Известные выпускники
- Антонин (Капустин), Начальник Русской духовной миссии в Иерусалиме.